# The Best FIFA Football Awards 2021
I The Best FIFA Football Awards 2021 si sono svolti il 17 gennaio 2022 con una cerimonia virtuale.

## Premi

### The Best FIFA Men's Player
| Posizione       | Nome               | Club                             | Nazionalità | Punti |
| --------------- | ------------------ | -------------------------------- | ----------- | ----- |
| 1               | Robert Lewandowski | Bayern Monaco                    | Polonia     | 48    |
| 2               | Lionel Messi       | Barcellona / Paris Saint-Germain | Argentina   | 44    |
| 3               | Mohamed Salah      | Liverpool                        | Egitto      | 39    |
| Altri candidati |                    |                                  |             |       |
| 4               | Karim Benzema      | Real Madrid                      | Francia     | 30    |
| 5               | N'Golo Kanté       | Chelsea                          | Francia     | 24    |
| 6               | Jorginho           | Chelsea                          | Italia      | 24    |
| 7               | Cristiano Ronaldo  | Juventus / Manchester Utd        | Portogallo  | 23    |
| 8               | Kylian Mbappé      | Paris Saint-Germain              | Francia     | 16    |
| 9               | Kevin De Bruyne    | Manchester City                  | Belgio      | 11    |
| 10              | Neymar             | Paris Saint-Germain              | Brasile     | 10    |
| 11              | Erling Haaland     | Borussia Dortmund                | Norvegia    | 7     |

### The Best FIFA Goalkeeper
| Posizione       | Nome                 | Club                        | Nazionalità | Punti |
| --------------- | -------------------- | --------------------------- | ----------- | ----- |
| 1               | Edouard Mendy        | Chelsea                     | Senegal     | 24    |
| 2               | Gianluigi Donnarumma | Milan / Paris Saint-Germain | Italia      | 24    |
| 3               | Manuel Neuer         | Bayern Monaco               | Germania    | 12    |
| Altri candidati |                      |                             |             |       |
| 4               | Alisson              | Liverpool                   | Brasile     | 8     |
| 5               | Kasper Schmeichel    | Leicester City              | Danimarca   | 4     |

### The Best FIFA Men's Coach
| Posizione       | Nome              | Squadra                  | Punti |
| --------------- | ----------------- | ------------------------ | ----- |
| 1               | Thomas Tuchel     | Chelsea                  | 28    |
| 2               | Roberto Mancini   | Italia                   | 15    |
| 3               | Josep Guardiola   | Manchester City          | 14    |
| Altri candidati |                   |                          |       |
| 4               | Lionel Scaloni    | Argentina                | 7     |
| 5               | Hans-Dieter Flick | Bayern Monaco / Germania | 6     |
| 6               | Diego Simeone     | Atlético Madrid          | 1     |
| 7               | Antonio Conte     | Inter / Tottenham        | 1     |

### The Best FIFA Women's Player
| Posizione       | Nome                   | Club             | Nazionalità   | Punti |
| --------------- | ---------------------- | ---------------- | ------------- | ----- |
| 1               | Alexia Putellas        | Barcellona       | Spagna        | 52    |
| 2               | Samantha Kerr          | Chelsea          | Australia     | 38    |
| 3               | Jennifer Hermoso       | Barcellona       | Spagna        | 33    |
| Altre candidate |                        |                  |               |       |
| 4               | Vivianne Miedema       | Arsenal          | Paesi Bassi   | 30    |
| 5               | Christine Sinclair     | Portland Thorns  | Canada        | 28    |
| 6               | Aitana Bonmatí         | Barcellona       | Spagna        | 26    |
| 7               | Lucy Bronze            | Manchester City  | Inghilterra   | 16    |
| 8               | Magdalena Eriksson     | Chelsea          | Svezia        | 15    |
| 9               | Caroline Graham Hansen | Barcellona       | Norvegia      | 12    |
| 10              | Pernille Harder        | Chelsea          | Danimarca     | 10    |
| 11              | Ellen White            | Manchester City  | Inghilterra   | 9     |
| 12              | Stina Blackstenius     | Häcken / Arsenal | Svezia        | 5     |
| 13              | Ji So-yun              | Chelsea          | Corea del Sud | 4     |

### The Best FIFA Women's Goalkeeper
| Posizione       | Nome              | Club                                  | Nazionalità | Punti |
| --------------- | ----------------- | ------------------------------------- | ----------- | ----- |
| 1               | Christiane Endler | Paris Saint-Germain / Olympique Lione | Cile        | 26    |
| 2               | Stephanie Labbé   | Rosengård / Paris Saint-Germain       | Canada      | 20    |
| 3               | Ann-Katrin Berger | Chelsea                               | Germania    | 14    |
| Altre candidate |                   |                                       |             |       |
| 4               | Hedvig Lindahl    | Atlético Madrid                       | Svezia      | 7     |
| 5               | Alyssa Naeher     | Chicago Stars                         | Stati Uniti | 5     |

### The Best FIFA Women's Coach
| Posizione       | Nome              | Squadra                   | Punti       |
| I finalisti     | I finalisti       | I finalisti               | I finalisti |
| --------------- | ----------------- | ------------------------- | ----------- |
| 1               | Emma Hayes        | Chelsea                   | 22          |
| 2               | Lluís Cortés      | Barcellona / Ucraina      | 19          |
| 3               | Sarina Wiegman    | Paesi Bassi / Inghilterra | 14          |
| Altri candidati |                   |                           |             |
| 4               | Bev Priestman     | Canada                    | 13          |
| 5               | Peter Gerhardsson | Svezia                    | 4           |

### FIFA Fair Play Award
| Vincitori                                                   | Motivazione                                                                                           |
| ----------------------------------------------------------- | --- |
| Nazionale di calcio della Danimarca e relativo staff medico | Per aver prestato il primo soccorso a Christian Eriksen che aveva avuto un arresto cardiaco in campo. |

### FIFA Puskás Award
| Posizione | Giocatore     | Incontro               | Competizione                      | Data           | Punti |
| --------- | ------------- | ---------------------- | --------------------------------- | -------------- | ----- |
| 1         | Erik Lamela   | Arsenal-Tottenham      | Premier League 2020-2021          | 14 marzo 2021  | 22    |
| 2         | Mehdi Taremi  | Chelsea-Porto          | UEFA Champions League 2020-2021   | 13 aprile 2021 | 21    |
| 3         | Patrik Schick | Scozia-Repubblica Ceca | Campionato europeo di calcio 2020 | 14 giugno 2021 | 21    |

### FIFA Fan Award
| Posizione | Tifosi                                   | Incontro            | Competizione                      | Data           | Voti    |
| --------- | ---------------------------------------- | ------------------- | --------------------------------- | -------------- | ------- |
| 1         | Tifosi della Danimarca e della Finlandia | Danimarca-Finlandia | Campionato europeo di calcio 2020 | 12 giugno 2021 | 107,565 |
| 2         | Imogen Papworth-Heidel                   | -                   | -                                 | Varie          | 77,887  |
| 3         | Tifosi tedeschi                          | -                   | -                                 | Varie          | 70,229  |

### FIFA FIFPro World11

#### FIFA FIFPro Men's World11
| Nome                 | Club di appartenenza             |
| Portiere             | Portiere                         |
| -------------------- | -------------------------------- |
| Gianluigi Donnarumma | Milan / Paris Saint-Germain      |
| Difensori            |                                  |
| David Alaba          | Bayern Monaco / Real Madrid      |
| Leonardo Bonucci     | Juventus                         |
| Rúben Dias           | Manchester City                  |
| Centrocampisti       |                                  |
| Kevin De Bruyne      | Manchester City                  |
| Jorginho             | Chelsea                          |
| N'Golo Kanté         | Chelsea                          |
| Attaccanti           |                                  |
| Erling Haaland       | Borussia Dortmund                |
| Robert Lewandowski   | Bayern Monaco                    |
| Lionel Messi         | Barcellona / Paris Saint-Germain |
| Cristiano Ronaldo    | Juventus / Manchester Utd        |

#### FIFA FIFPro Women's World11
| Nome               | Club di appartenenza                  |
| Portiere           | Portiere                              |
| ------------------ | ------------------------------------- |
| Christiane Endler  | Paris Saint-Germain / Olympique Lione |
| Difensori          |                                       |
| Millie Bright      | Chelsea                               |
| Lucy Bronze        | Manchester City                       |
| Magdalena Eriksson | Chelsea                               |
| Wendie Renard      | Olympique Lione                       |
| Centrocampisti     |                                       |
| Estefanía Banini   | Levante / Atlético Madrid             |
| Barbara Bonansea   | Juventus                              |
| Carli Lloyd        | NJ/NY Gotham                          |
| Attaccanti         |                                       |
| Marta              | Orlando Pride                         |
| Vivianne Miedema   | Arsenal                               |
| Alex Morgan        | Orlando Pride / San Diego Wave        |